# Liste der Kulturgüter in Krauchthal
Die Liste der Kulturgüter in Krauchthal enthält alle Objekte in der Gemeinde Krauchthal im Kanton Bern, die gemäss der Haager Konvention zum Schutz von Kulturgut bei bewaffneten Konflikten, dem Bundesgesetz vom 20. Juni 2014 über den Schutz der Kulturgüter bei bewaffneten Konflikten sowie der Verordnung vom 29. Oktober 2014 über den Schutz der Kulturgüter bei bewaffneten Konflikten unter Schutz stehen.
Objekte der Kategorie A sind im Gemeindegebiet nicht ausgewiesen, Objekte der Kategorie B sind vollständig in der Liste enthalten, Objekte der Kategorie C fehlen zurzeit (Stand: 6. März 2024). Unter übrige Baudenkmäler sind geschützte Objekte zu finden, die im Bauinventar des Kantons Bern als «schützenswert» verzeichnet sind.

## Kulturgüter
| Foto |                                                                                     | Objekt                                                                                | Kat. | Typ | Standort                                                  | Beschreibung |
| ---- | ----------------------------------------------------------------------------------- | ------------------------------------------------------------------------------------- | ---- | --- | --------------------------------------------------------- | --- |
| ja   | Datei hochladen · Wikidata zu Uhrtürmchen (Lindezyt) und Bauernhaus Buri (Q1510862) | Uhrtürmchen (Lindezyt) und Bauernhaus Buri KGS-Nr.: 01004                             | B    | G   | Hettiswil, Dorfstrasse 16, 21 608820 / 208950             | Um 1830 errichtetes Feuerwehrmagazin in Fachwerkbauweise mit Uhrturm. Das Gebäude wurde eigens erbaut, um darin eine Glocke aus dem 1528 aufgehobenen Kloster Hettiswil aufzubewahren. Das Bauernhaus vis-à-vis entstand 1787 und ist ein Bohlenständerbau unter Dreiviertelwalmdach mit Hochstüden, zwei Gewölbekellern und zentraler, zweigeschossig erhaltener Rauchküche, die von Stuben flankiert wird.                                                                                         |
| ja   | Datei hochladen · Wikidata zu Felsenwohnungen Fluehüsli (Q29672828)                 | Neuzeitliche Felsenwohnungen Fluehüsli – neolithische & römische Funde KGS-Nr.: 01006 | B    | G/F | Lindental, Fluehüsli 338 608694 / 205370                  | Die seit prähistorischer Zeit genutzte und seit 1565 ständig bewohnte Wohnhöhle ist ein in eine Sandsteinkaverne eingebautes Holzhaus in Bohlen-Ständerkonstruktion mit zwei Wohnungen, die seit 1993 durch eine Drahtseilbahn erschlossen wird. Dazu gehört eine kleine Landwirtschaft mit Kuh- und Schweinestall. |
| ja   | Datei hochladen · Wikidata zu Reformierte Kirche und Pfarrhaus (Q29672840)          | Reformierte Kirche und Pfarrhaus KGS-Nr.: 01007                                       | B    | G   | Oberdorf 7, 3 609878 / 206438                             | Die 1792 durch Werkmeister Ludwig Emanuel Zehender erbaute Saalkirche im barocken Stil ist ein massiver, verputzter Saalbau mit Dreiachtel-Chor unter geknicktem Dachstuhl mit zentralem, vorgelagertem Uhrturm; die 1922 gefertigten Chorfenster stammen von Rudolf Münger. Nebenan steht das 1733 erbaute Pfarrhaus, ein repräsentativer Putzbau unter Viertelwalmdach mit einzelnen Fachwerk-Fassadenteilen und Abortturm.                                                                        |
| ja   | Datei hochladen · Wikidata zu Schloss Thorberg (Q1672795)                           | Schloss Thorberg mit Nebengebäuden KGS-Nr.: 01008                                     | B    | G   | Thorberg 21, 33, (35, 36, 42, 44), 48, 52 609580 / 205730 | In den Jahren 1756 bis 1763 anstelle einer Kartause aus dem 12. Jahrhundert erbautes Schloss, seit 1848 als Verwaltungsgebäude der Justizvollzugsanstalt genutzt. Repräsentativer, längsrechteckiger Putzbau mit reicher Sandsteingliederung unter geknickten Vollwalmdächern. Der weder innen noch aussen wesentlich veränderte zentrale Baukörper besitzt hofseitig fünf und gartenseitig acht eng gereihte Fensterachsen und wird von zurückgesetzten Seitentrakten unter eigenem Dach flankiert. |

## Übrige Baudenkmäler
Hinweis: Anstelle der KGS-Nummer wird als Objekt-Identifikator (ID) die Grundstücksnummer verwendet.
| ID   | Foto |                                                                                        | Objekt                                | Typ | Standort                             | Beschreibung |
| ---- | ---- | -------------------------------------------------------------------------------------- | ------------------------------------- | --- | ------------------------------------ | ------------ |
| 201  | BW   | Datei hochladen · Wikidata zu Bauernhaus (18. Jh.) (Q129933989)                        | Bauernhaus (18. Jh.)                  | G   | Rothenegg 400 607175 / 203958        |              |
| 251  | BW   | Datei hochladen · Wikidata zu Frauengasthaus (1485) (Q129933991)                       | Frauengasthaus (1485)                 | G   | Thorberg 36 609611 / 205636          |              |
| 254  | BW   | Datei hochladen · Wikidata zu Speicher Schwändi 304c (1720) (Q129933993)               | Speicher (1720)                       | G   | Schwändi 304c 610082 / 205121        |              |
| 257  | ja   | Datei hochladen · Wikidata zu Ehemaliger Gasthof Sonne (1839) (Q129933998)             | Ehemaliger Gasthof Sonne (1839)       | G   | Thorbergstrasse 8 609743 / 205942    |              |
| 519  | BW   | Datei hochladen · Wikidata zu Speicher (1670) (Q129934001)                             | Speicher (1670)                       | G   | Jucken 364a 607650 / 204250          |              |
| 812  | ja   | Datei hochladen · Wikidata zu Stöckli (Ende 18. Jh.) (Q129934004)                      | Stöckli (Ende 18. Jh.)                | G   | Länggasse 5 609695 / 206490          |              |
| 1967 | BW   | Datei hochladen · Wikidata zu Küherstöckli (um 1720) (Q129934008)                      | Küherstöckli (um 1720)                | G   | Thorbergstrasse 22 609745 / 205781   |              |
| 2126 | ja   | Datei hochladen · Wikidata zu Bauernhaus (1765) (Q129934011)                           | Bauernhaus (1765)                     | G   | Chräbslochweg 2 608106 / 205489      |              |
| 2136 | ja   | Datei hochladen · Wikidata zu Wohn- und Gewerbehaus (1827) (Q129934014)                | Wohn- und Gewerbehaus (1827)          | G   | Hängelenstrasse 3 609637 / 208840    |              |
| 2150 | ja   | Datei hochladen · Wikidata zu Mühle (1838) (Q129934017)                                | Mühle (1838)                          | G   | Dorfstrasse 18 608819 / 208984       |              |
| 2160 | ja   | Datei hochladen · Wikidata zu Bauernhaus (1816/17) (Q129934019)                        | Bauernhaus (1816/17)                  | G   | Stutz 5 608860 / 208750              |              |
| 2170 | ja   | Datei hochladen · Wikidata zu Oele-Stöckli (1832) (Q129934021)                         | Oele-Stöckli (1832)                   | G   | Oele 5 608848 / 209023               |              |
| 2186 | ja   | Datei hochladen · Wikidata zu Bauernhaus (1921) (Q111333211)                           | Bauernhaus (1921)                     | G   | Länggasse 6 609702 / 206515          |              |
| 2186 | ja   | Datei hochladen · Wikidata zu Speicher (1665) (Q129934023)                             | Speicher (1665)                       | G   | Länggasse 6a 609678 / 206509         |              |
| 2192 | ja   | Datei hochladen · Wikidata zu Bauernhaus (1806) (Q129934025)                           | Bauernhaus (1806)                     | G   | Unger dr Flue 261 610003 / 206470    |              |
| 2252 | ja   | Datei hochladen · Wikidata zu Bauernhaus (um 1810) (Q129934027)                        | Bauernhaus (um 1810)                  | G   | Oberdorf 10 609819 / 206407          |              |
| 2258 | ja   | Datei hochladen · Wikidata zu Stöckli-Speicher (1. Viertel 19. Jh.) (Q129934032)       | Stöckli-Speicher (1. Viertel 19. Jh.) | G   | Oberdorf 8 609736 / 206362           |              |
| 2284 | ja   | Datei hochladen · Wikidata zu Bauernhaus Neuhusweg 7 (1822) (Q129934034)               | Bauernhaus (1822)                     | G   | Neuhusweg 7 609177 / 206269          |              |
| 2316 | ja   | Datei hochladen · Wikidata zu Bauernhaus (1745) (Q129934036)                           | Bauernhaus (1745)                     | G   | Chabisgasse 4 609006 / 208820        |              |
| 2316 | ja   | Datei hochladen · Wikidata zu Stöckli (um 1820) (Q129934037)                           | Stöckli (um 1820)                     | G   | Chabisgasse 6 609021 / 208799        |              |
| 2325 | ja   | Datei hochladen · Wikidata zu Bauernhaus Hängelen 10 (1822) (Q129934039)               | Bauernhaus (1822)                     | G   | Hängelen 10 609987 / 209754          |              |
| 2329 | ja   | Datei hochladen · Wikidata zu Tauner- oder Kleinbauernhaus (1738) (Q129934042)         | Tauner- oder Kleinbauernhaus (1738)   | G   | Hindelbankstrasse 11 609566 / 206751 |              |
| 2359 | ja   | Datei hochladen · Wikidata zu Speicher Oberdorf 28b (1720) (Q129934044)                | Speicher (1720)                       | G   | Oberdorf 28b 609980 / 206202         |              |
| 2371 | ja   | Datei hochladen · Wikidata zu Bauernhaus (1892) (Q129934046)                           | Bauernhaus (1892)                     | G   | Ey 138 610567 / 207931               |              |
| 2372 | ja   | Datei hochladen · Wikidata zu Stöckli (1845) (Q129934048)                              | Stöckli (1845)                        | G   | Ey 144 610509 / 207953               |              |
| 2396 | ja   | Datei hochladen · Wikidata zu Mühle (1844) (Q129934050)                                | Mühle (1844)                          | G   | Bolligenstrasse 4 609239 / 206043    |              |
| 2420 | BW   | Datei hochladen · Wikidata zu Bauernhaus (1743) (Q129934065)                           | Bauernhaus (1743)                     | G   | Oberdorf 4 609781 / 206467           |              |
| 2420 | ja   | Datei hochladen · Wikidata zu Speicher Oberdorf 4a (1733) (Q129934067)                 | Speicher (1733)                       | G   | Oberdorf 4a 609798 / 206447          |              |
| 2427 | ja   | Datei hochladen · Wikidata zu Bauernhaus (1823) (Q129934070)                           | Bauernhaus (1823)                     | G   | Hindelbankstrasse 13 609316 / 206900 |              |
| 2477 | ja   | Datei hochladen · Wikidata zu Schaffnerei (1744) (Q129934071)                          | Schaffnerei (1744)                    | G   | Dorfstrasse 6 609004 / 208905        |              |
| 2482 | ja   | Datei hochladen · Wikidata zu Stöckli (1808) (Q129934072)                              | Stöckli (1808)                        | G   | Dieterswald 206 611365 / 206505      |              |
| 2501 | ja   | Datei hochladen · Wikidata zu Bauernhaus (1976) (Q129934074)                           | Bauernhaus (1976)                     | G   | Fluehüsli 336 608694 / 205370        |              |
| 2525 | ja   | Datei hochladen · Wikidata zu Taunerhaus (1732) (Q129934076)                           | Taunerhaus (1732)                     | G   | Ey 130 610608 / 208169               |              |
| 2535 | ja   | Datei hochladen · Wikidata zu Ofenhaus-Speicher (2. Hälfte 18. Jh.) (Q129934078)       | Ofenhaus-Speicher (2. Hälfte 18. Jh.) | G   | Ey 134a 610815 / 208155              |              |
| 2572 | BW   | Datei hochladen · Wikidata zu Speicher Hardeggweg 3a (1733) (Q129934081)               | Speicher (1733)                       | G   | Hardeggweg 3a 607509 / 205403        |              |
| 2576 | BW   | Datei hochladen · Wikidata zu Bauernhaus (1780) (Q129934083)                           | Bauernhaus (1780)                     | G   | Hunsperg 192 610714 / 206982         |              |
| 2588 | ja   | Datei hochladen · Wikidata zu Ofenhaus-Stöckli (1845) (Q129934085)                     | Ofenhaus-Stöckli (1845)               | G   | Hindelbankstrasse 12 609566 / 206823 |              |
| 2588 | ja   | Datei hochladen · Wikidata zu Bauernhaus (um 1830) (Q129934107)                        | Bauernhaus (um 1830)                  | G   | Hindelbankstrasse 14 609587 / 206828 |              |
| 2607 | ja   | Datei hochladen · Wikidata zu Speicher (1703) (Q129934108)                             | Speicher (1703)                       | G   | Bolligenstrasse 10c 608018 / 205462  |              |
| 2613 | ja   | Datei hochladen · Wikidata zu Bauernhaus (um 1800) (Q129934110)                        | Bauernhaus (um 1800)                  | G   | Sandhole 1 609401 / 206394           |              |
| 2613 | ja   | Datei hochladen · Wikidata zu Ofenhaus-Speicher (um 1820) (Q129934112)                 | Ofenhaus-Speicher (um 1820)           | G   | Sandhole 1a 609431 / 206367          |              |
| 2619 | ja   | Datei hochladen · Wikidata zu Bauernhaus (1768) (Q129934114)                           | Bauernhaus (1768)                     | G   | Wilerweg 3 608304 / 208955           |              |
| 2623 | ja   | Datei hochladen · Wikidata zu Bauernhaus (1821) (Q129934115)                           | Bauernhaus (1821)                     | G   | Dorfstrasse 8 608940 / 208883        |              |
| 2633 | ja   | Datei hochladen · Wikidata zu Gasthof Kreuz (1836) (Q129934117)                        | Gasthof Kreuz (1836)                  | G   | Hindelbankstrasse 33 608379 / 208958 |              |
| 2651 | ja   | Datei hochladen · Wikidata zu Gasthof Löwen (1766) (Q129934119)                        | Gasthof Löwen (1766)                  | G   | Oberburgstrasse 2 609761 / 206541    |              |
| 2672 | ja   | Datei hochladen · Wikidata zu Schmiede (1789) (Q129934121)                             | Schmiede (1789)                       | G   | Länggasse 10 609651 / 206445         |              |
| 2695 | ja   | Datei hochladen · Wikidata zu Brunnen Oberdorf (1. Hälfte 19. Jh.) (Q129934134)        | Brunnen (1. Hälfte 19. Jh.)           | K   | Oberdorf N.N. 609822 / 206445        |              |
| 2698 | ja   | Datei hochladen · Wikidata zu Schulhaus (1875/76) (Q129934136)                         | Schulhaus (1875/76)                   | G   | Länggasse 8 609659 / 206486          |              |
| 2930 | ja   | Datei hochladen · Wikidata zu Brunnen Oberburgstrasse (1. Hälfte 19. Jh.) (Q129934138) | Brunnen (1. Hälfte 19. Jh.)           | K   | Oberburgstrasse N.N. 609745 / 206530 |              |